# 1990 na televisão
Nesta página encontram-se os fatos, estreias e términos sobre televisão que aconteceram durante o ano de 1990.

## Eventos

### Janeiro
- 1 de janeiro
  - Na Rede Globo, o Vídeo Show ganha nova vinheta de abertura, grafismos e trilha sonora.
  - Na Rede Globo, o Vale a Pena Ver de Novo ganha nova vinheta de abertura, grafismos e trilha sonora.
- 6 de janeiro — Na Rede Globo, a Sessão de Gala ganha nova vinheta de abertura, grafismos e trilha sonora.
- 7 de janeiro
  - Na Rede Globo, a Temperatura Máxima ganha nova vinheta de abertura, grafismos e trilha sonora.
  - Na Rede Globo, o Domingo Maior ganha nova vinheta de abertura, grafismos e trilha sonora.
- 25 de janeiro — A TV Manchete São Paulo inaugura sua nova sede no bairro do Limão.

### Fevereiro
- 1 de fevereiro — É inaugurada a TV Tiradentes, afiliada do SBT em Juiz de Fora, Minas Gerais.
- 2 de fevereiro — É inaugurada a TV Gazeta, afiliada da Rede Manchete no Rio Branco, Acre.
- 11 de fevereiro — A venda da TV Record pelo empresário-bispo Edir Macedo, fundador da Igreja Universal do Reino de Deus é concluída e fecha contrato com a TV Capital, de Brasília, como afiliada.

### Março
- 5 de março
  - Na Rede Globo, o Vídeo Show ganha nova vinheta de abertura, grafismos e trilha sonora.
  - Na Rede Globo, a Sessão da Tarde ganha nova vinheta de abertura, grafismos e trilha sonora.
- 6 de março — É inaugurada a TV Amazônia, afiliada da Rede Bandeirantes em Macapá, Amapá.
- 13 de março — É inaugurada a TV Jangadeiro, afiliada da Rede Bandeirantes em Fortaleza, Ceará.
- 15 de março — As principais redes de televisão do Brasil realizam a cobertura da posse do presidente Fernando Collor, ao vivo de Brasília, Distrito Federal.
- 23 de março — Na Rede Globo, o Globo Repórter ganha nova vinheta de abertura, gráficos e trilha sonora.
- 26 de março — Na Rede Globo, o Globo Esporte ganha nova vinheta de abertura, gráficos e trilha sonora.
- 31 de março — É inaugurada a TV Sudoeste, afiliada da Rede Globo em Vitória da Conquista, Bahia.

### Maio
- 1 de maio — É inaugurada a TV Serra+Mar, afiliada da Rede Globo em Nova Friburgo, Rio de Janeiro.

### Junho
- 8 de junho–8 de julho — A Rede Globo, SBT e a Rede Manchete realizam a cobertura da Copa do Mundo FIFA de 1990.
- 10 de junho — Os canais em UHF iniciam suas transmissões a cabo no Brasil.

### Julho
- 16 de julho
  - A TV Record passa a se autodenominar de Rede Record, iniciando sua formação de cadeia de emissoras em rede nacional em todo o Brasil.
  - A Rede Record estreia nova identidade visual.
- 30 de julho — Iniciam-se as concessões de TV a cabo no Brasil.

### Setembro
- 1 de setembro — É inaugurada a TV Riviera, afiliada da Rede Globo em Rio Verde, Goiás.
- 7 de setembro — É inaugurada a TV Potengi, afiliada da Rede Bandeirantes em Natal, Rio Grande do Norte.
- 9 de setembro — A Rede Manchete inaugura o centro televisivo e gráfico de Água Grande, em Parada de Lucas, no Rio de Janeiro.[1]

### Outubro
- 5 de outubro — É inaugurada a TV Sorocaba, afiliada do SBT em Sorocaba, São Paulo.
- 20 de outubro — A partir de uma associação entre o Grupo Abril e a norte-americana Viacom, é criada a MTV Brasil.
- 26 de outubro — A Rede Manchete exibe o primeiro beijo gay da história da televisão brasileira, em um episódio ("Obá") da minissérie Mãe de Santo.[2]
- 28 de outubro — Edir Macedo é o novo proprietário da Rede Record.

### Novembro
- Dia desconhecido
  - A Rede Record começou a transmitir sua programação e se transformou em rede nacional via satélite para todo o Brasil, pelo canal exclusivo da Embratel.
  - TV Metrópole passa se chamar TV Diário do Povo, nova afiliada do SBT em Campinas, São Paulo.

### Dezembro
- 1 de dezembro
  - É inaugurada a TV Aliança Paulista, emissora própria da Rede Globo em Sorocaba, São Paulo.
  - É inaugurada a TV Rio Sul, afiliada da Rede Globo em Resende, Rio de Janeiro.
  - É inaugurada a TV Norte, afiliada da Rede Globo em Juazeiro, Bahia.
- 8 de dezembro — Na Rede Globo, o Globo Ciência ganha nova vinheta de abertura, gráficos e trilha sonora.
- 9 de dezembro
  - Devido a problemas financeiros, Silvio Santos vende a TV Corcovado, canal 9 do Rio de Janeiro, concessão conseguida em 1981.[1]
  - O Canal +, também conhecido como Canal Plus, é o primeiro canal por assinatura do Brasil.
- 31 de dezembro — A TV Gazeta, em parceria com a Rede Globo, exibe a 66.ª edição da Corrida Internacional de São Silvestre.

## Programas

### Brasil

#### Janeiro
- 1 de janeiro — Estreia Festival 25 Anos na Rede Globo.
- 19 de janeiro — Termina Brega & Chique no Vale a Pena Ver de Novo na Rede Globo.
- 22 de janeiro — Reestreia Pão Pão, Beijo Beijo no Vale a Pena Ver de Novo na Rede Globo.

#### Fevereiro
- 5 de fevereiro — Estreia Rá-Tim-Bum na TV Cultura.
- 26 de fevereiro — Termina Veja o Gordo no SBT.

#### Março
- 9 de março — Termina Circo da Alegria na Rede Bandeirantes.
- 10 de março — Termina O Sexo dos Anjos na Rede Globo.
- 12 de março — Estreia Gente Fina na Rede Globo.
- 13 de março — Reestreia TV Criança na Rede Bandeirantes.
- 20 de março — Estreia Fronteiras do Desconhecido na Rede Manchete.
- 25 de março — Termina Kananga do Japão na Rede Manchete.
- 27 de março
  - Estreia Pantanal na Rede Manchete.
  - Estreia Delegacia de Mulheres na Rede Globo.
- 29 de março
  - Estreia Fala Brasil na Rede Record.
  - Reestreia Jornal da Gazeta na TV Gazeta.
  - Estreia da 3.ª temporada da TV Pirata na Rede Globo.
  - Estreia Linha Direta na Rede Globo.
- 30 de março — Estreia da temporada 1990 de Chico Anysio Show na Rede Globo.
- 31 de março — Termina Tieta na Rede Globo.

#### Abril
- 1 de abril — A Rede Globo exibe um especial dos Trapalhões, em homenagem ao humorista Zacarias, que morreu em 18 de março.
- 2 de abril — Estreia Rainha da Sucata na Rede Globo.
- 6 de abril — Termina TJ Noite no SBT.
- 7 de abril — Termina TJ Manhã no SBT.
- 21 de abril — Termina Show da Simony no SBT.
- 28 de abril — Termina Bronco na Rede Bandeirantes.

#### Maio
- 5 de maio
  - Termina Top Model na Rede Globo.
  - Termina Cortina de Vidro no SBT.
- 7 de maio — Estreia Mico Preto na Rede Globo.
- 15 de maio
  - Estreia Mariane no SBT.
  - Estreia Escrava Anastácia na Rede Manchete.
- 18 de maio — Termina Pão Pão, Beijo Beijo no Vale a Pena Ver de Novo na Rede Globo.
- 21 de maio — Reestreia Roda de Fogo no Vale a Pena Ver de Novo na Rede Globo.
- 27 de maio
  - Estreia Metalder, O Homem Máquina na Rede Bandeirantes.
  - Estreia Desejo na Rede Globo.

#### Junho
- 5 de junho — Termina Escrava Anastácia na Rede Manchete.
- 15 de junho — Termina Oradukapeta no SBT.
- 18 de junho — Estreia Matéria Prima na TV Cultura.
- 22 de junho — Termina Desejo na Rede Globo.
- 24 de junho
  - Estreia A, E, I, O… Urca na Rede Globo.
  - Termina Linha Direta na Rede Globo.

#### Julho
- 6 de julho — Termina Roda de Fogo no Vale a Pena Ver de Novo na Rede Globo.
- 9 de julho — Reestreia Sassaricando no Vale a Pena Ver de Novo na Rede Globo.
- 11 de julho — Estreia A Escolinha do Golias no SBT.
- 13 de julho — Termina A, E, I, O… Urca na Rede Globo.
- 16 de julho — Estreia O Canto das Sereias na Rede Manchete.
- 17 de julho — Estreia Boca do Lixo na Rede Globo.
- 22 de julho — Termina Bambalalão na TV Cultura.
- 25 de julho
  - Termina Delegacia de Mulheres na Rede Globo.
  - Termina Cabaré do Barata na Rede Manchete.
- 26 de julho — Termina O Canto das Sereias na Rede Manchete
- 27 de julho — Termina Boca do Lixo na Rede Globo.
- 31 de julho
  - Estreia Riacho Doce na Rede Globo.
  - Termina a 3.ª temporada de TV Pirata na Rede Globo.

#### Agosto
- 2 de agosto — Termina Chico Anysio Show na Rede Globo.
- 4 de agosto — Estreia Escolinha do Professor Raimundo na Rede Globo.
- 18 de agosto — Termina Gente Fina na Rede Globo.
- 20 de agosto — Estreia Barriga de Aluguel na Rede Globo.

#### Setembro
- 19 de setembro — Estreia A Escolinha do Golias no SBT.
- 30 de setembro — Termina Silvia Poppovic no SBT.

#### Outubro
- 5 de outubro — Termina Riacho Doce na Rede Globo.
- 8 de outubro — Estreia La Mamma na Rede Globo.
- 9 de outubro — Estreia Mãe de Santo na Rede Manchete.
- 12 de outubro — Termina La Mamma na Rede Globo.
- 15 de outubro — Estreia Araponga na Rede Globo.
- 20 de outubro — Estreia Top 20 Brasil na MTV Brasil.
- 21 de outubro — Estreia Yo! na MTV Brasil.
- 22 de outubro — Estreia Disk MTV na MTV Brasil.
- 27 de outubro — Termina Rainha da Sucata na Rede Globo.
- 29 de outubro — Estreia Meu Bem, Meu Mal na Rede Globo.

#### Novembro
- 2 de novembro — Termina Mãe de Santo na Rede Manchete.
- 5 de novembro
  - Estreia Globo Ecologia na Rede Globo.
  - Estreia Brasileiras e Brasileiros no SBT.
  - Estreia Alô, Doçura no SBT.
- 20 de novembro — Estreia Rosa dos Rumos na Rede Manchete.
- 30 de novembro — Termina Rosa dos Rumos na Rede Manchete.

#### Dezembro
- 1 de dezembro — Termina Mico Preto na Rede Globo.
- 3 de dezembro — Estreia Lua Cheia de Amor na Rede Globo.
- 10 de dezembro — Termina Pantanal na Rede Manchete.
- 12 de dezembro — Estreia A História de Ana Raio e Zé Trovão na Rede Manchete.
- 20 de dezembro — A Rede Globo exibe o Especial Zezé di Camargo & Luciano.
- 24 de dezembro
  - A Rede Globo exibe Xuxa Especial: O Milagre da Vida.
  - A Rede Globo exibe Julio Iglesias Especial.
- 25 de dezembro — A Rede Globo exibe o especial Roberto Carlos: Verde é Vida.
- 26 de dezembro — A Rede Globo exibe o Chitãozinho & Xororó Especial.
- 28 de dezembro — A Rede Globo exibe a sua Retrospectiva 90.
- 30 de dezembro — Reestreia Imagens do Japão na Rede Record.
- 31 de dezembro
  - A Rede Globo exibe o Vídeo Show Especial.
  - A Rede Globo exibe o Rock in Rio Preview
  - Termina Festival 25 Anos na Rede Globo.

### Estados Unidos

#### Abril
- 8 de abril — Estreia Twin Peaks na ABC.

#### Setembro
- 8 de setembro — Estreia Bobby's World (no Brasil: O Fantástico Mundo de Bobby) no bloco Fox Kids na Fox.
- 10 de setembro — Estreia The Fresh Prince of Bel-Air (no Brasil: Um Maluco no Pedaço) na NBC.
- 13 de setembro — Estreia Law & Order (no Brasil: Lei e Ordem) na NBC.
- 15 de setembro — Estreia Captain Planet and the Planeteers (no Brasil: Capitão Planeta) na TBS.

#### Outubro
- 4 de outubro — Estreia Beverly Hills, 90210 (no Brasil: Barrados no Baile) na Fox.

### Canadá

#### Outubro
- 31 de outubro — Estreia Are You Afraid of the Dark? (no Brasil: Clube do Terror) na YTV.

### Reino Unido

#### Abril
- 8 de abril — Estreia Mr. Bean na ITV.

### Portugal

#### Abril
- 21 de abril — Termina Ricardina e Marta na RTP 1.

## Nascimentos
| Data            | Nome                     | Profissão                                                                          | Nacionalidade  | Observações | Ref |
| --------------- | ------------------------ | ---------------------------------------------------------------------------------- | -------------- | ----------- | --- |
| 13 de janeiro   | Liam Hemsworth           | ator                                                                               | Austrália      |             |     |
| 30 de janeiro   | Jake Thomas              | ator                                                                               | Estados Unidos |             |     |
| 1 de fevereiro  | Júlio Oliveira           | ator                                                                               | Brasil         |             |     |
| 2 de fevereiro  | Hong Jong-hyun           | ator                                                                               | Coreia do Sul  |             |     |
| 9 de fevereiro  | Babi Rossi               | modelo e apresentadora                                                             | Brasil         |             |     |
| 18 de fevereiro | Park Shin-hye            | atriz, cantora e modelo                                                            | Coreia do Sul  |             |     |
| 4 de março      | Andrea Bowen             | atriz                                                                              | Estados Unidos |             |     |
| 5 de março      | Matt Rogers              | comediante, ator, escritor, podcaster, apresentador de televisão e artista musical | Estados Unidos |             |     |
| 21 de março     | César Cardadeiro         | ator e dublador                                                                    | Brasil         |             |     |
| 5 de abril      | Haruma Miura             | ator                                                                               | Japão          | m. 2020     |     |
| 9 de abril      | Kristen Stewart          | atriz                                                                              | Estados Unidos |             |     |
| 10 de abril     | Alex Pettyfer            | ator                                                                               | Inglaterra     |             |     |
| 12 de abril     | Mariah Rocha             | atriz                                                                              | Brasil         |             |     |
| 15 de abril     | Emma Watson              | atriz                                                                              | Inglaterra     |             |     |
| 25 de abril     | Diego Amaral             | ator                                                                               | Brasil         |             |     |
| 30 de abril     | Thays Gorga              | atriz                                                                              | Brasil         |             |     |
| 4 de maio       | Laura Feliciano          | atriz                                                                              | Brasil         |             |     |
| 16 de maio      | Thomas Sangster          | ator                                                                               | Inglaterra     |             |     |
| 27 de maio      | Chris Colfer             | ator, cantor e escritor                                                            | Estados Unidos |             |     |
| 30 de maio      | Yoona                    | atriz e cantora                                                                    | Coreia do Sul  |             |     |
| 13 de junho     | Aaron Johnson            | ator                                                                               | Inglaterra     |             |     |
| 2 de julho      | Margot Robbie            | atriz                                                                              | Austrália      |             |     |
| 11 de julho     | Connor Paolo             | ator                                                                               | Estados Unidos |             |     |
| 13 de julho     | Bruno Miranda            | modelo e ator                                                                      | Brasil         |             |     |
| 16 de julho     | James Maslow             | ator                                                                               | Estados Unidos |             |     |
| 20 de julho     | Guilherme Leicam         | ator                                                                               | Brasil         |             |     |
| 24 de julho     | Daveigh Chase            | atriz                                                                              | Estados Unidos |             |     |
| 27 de julho     | Indiana Evans            | atriz                                                                              | Austrália      |             |     |
| 7 de agosto     | Julia Konrad             | atriz                                                                              | Brasil         |             |     |
| 9 de agosto     | Adelaide Kane            | atriz                                                                              | Austrália      |             |     |
| 9 de agosto     | Bruna Hamú               | atriz                                                                              | Brasil         |             |     |
| 10 de agosto    | Lee Sung-kyung           | atriz e cantora                                                                    | Coreia do Sul  |             |     |
| 10 de agosto    | Lucas Till               | ator                                                                               | Estados Unidos |             |     |
| 15 de agosto    | Jennifer Lawrence        | atriz                                                                              | Estados Unidos |             |     |
| 17 de agosto    | Gabriela França          | apresentadora                                                                      | Brasil         |             |     |
| 17 de agosto    | Rachel Hurd-Wood         | atriz                                                                              | Inglaterra     |             |     |
| 24 de agosto    | Elizabeth Debicki        | atriz                                                                              | Austrália      |             |     |
| 29 de agosto    | Nicole Anderson          | atriz                                                                              | Estados Unidos |             |     |
| 3 de setembro   | Bianca Bin               | atriz                                                                              | Brasil         |             |     |
| 21 de setembro  | Allison Scagliotti Smith | atriz                                                                              | Estados Unidos |             |     |
| 21 de setembro  | Christian Serratos       | atriz e modelo                                                                     | Estados Unidos |             |     |
| 3 de outubro    | Michele Morrone          | ator                                                                               | Itália         |             |     |
| 5 de outubro    | Mariana Molina           | atriz                                                                              | Brasil         |             |     |
| 18 de outubro   | Carly Schroeder          | atriz                                                                              | Estados Unidos |             |     |
| 22 de outubro   | Jonathan Lipnicki        | ator                                                                               | Estados Unidos |             |     |
| 25 de outubro   | Fiuk                     | ator e cantor                                                                      | Brasil         |             |     |
| 2 de novembro   | Thaís Melchior           | atriz                                                                              | Brasil         |             |     |
| 2 de novembro   | Kendall Schmidt          | ator                                                                               | Estados Unidos |             |     |
| 4 de novembro   | Jean-Luc Bilodeau        | ator                                                                               | Canadá         |             |     |
| 6 de novembro   | Bowen Yang               | ator, comediante, podcaster e escritor                                             | Estados Unidos |             |     |
| 24 de novembro  | Sarah Hyland             | atriz                                                                              | Estados Unidos |             |     |
| 26 de novembro  | Gabriel Falcão           | ator                                                                               | Brasil         |             |     |
| 26 de novembro  | Daniel Rocha             | ator                                                                               | Brasil         |             |     |
| 28 de novembro  | Carla Diaz               | atriz                                                                              | Brasil         |             |     |
| 29 de novembro  | Diego González           | ator e cantor                                                                      | México         |             |     |
| 30 de novembro  | Adanilo                  | ator                                                                               | Brasil         |             |     |
| 10 de dezembro  | Karen Marinho            | atriz                                                                              | Brasil         |             |     |
| 20 de dezembro  | JoJo                     | atriz e cantora                                                                    | Estados Unidos |             |     |
| 22 de dezembro  | Lara Rodrigues           | atriz                                                                              | Brasil         |             |     |
| 24 de dezembro  | Moose                    | ator (canídeo)                                                                     |                | m. 2006     |     |

## Mortes
| Data            | Nome           | Profissão                                | Nacionalidade  | Observações | Ref |
| --------------- | -------------- | ---------------------------------------- | -------------- | ----------- | --- |
| 2 de janeiro    | Alan Hale Jr.  | ator                                     | Estados Unidos | n. 1921     |     |
| 13 de fevereiro | Isabel Ribeiro | atriz                                    | Brasil         | n.1941      |     |
| 20 de fevereiro | Lutero Luís    | ator                                     | Brasil         | n.1933      |     |
| 18 de março     | Zacarias       | ator e comediante                        | Brasil         | n.1934      |     |
| 16 de maio      | Jim Henson     | criador e manipulador de bonecos Muppets | Estados Unidos | n. 1936     |     |